# Helen A. Clarke
Helen Archibald Clarke (* 13. November 1860 in Philadelphia; † 8. Februar 1926 in Boston) war eine US-amerikanische Autorin, Herausgeberin, Lyrikerin und Komponistin.

## Leben
Die Tochter des Komponisten Hugh Archibald Clarke absolvierte an der University of Pennsylvania, wo ihr Vater unterrichtete, ein Musikstudium mit einer Sondererlaubnis, da zu der Zeit Frauen zum Studium noch nicht zugelassen wurden. 1883 erhielt sie ein Zertifikat im Fach Musik. Mit Charlotte Endymion Porter gründete sie 1889 die Zeitschrift Poet Lore, „devoted to Shakespeare, Browning, and the Comparative Study of Literature“.
Die Zeitschrift, die ab 1891 in Boston und ab 1896 als Vierteljahreszeitschrift erschien, fand schnell große Verbreitung in den literarischen Clubs und Gesellschaften des Landes. Sie brachte ihren Lesern die Werke zeitgenössischer Schriftsteller wie Henrik Ibsen, Bjørnstjerne Bjørnson, August Strindberg, Gabriele D’Annunzio, Selma Lagerlöf, Paul Bourget, Gerhart Hauptmann, Maxim Gorki, Maurice Maeterlinck, Arthur Schnitzler und Rabindranath Tagore nahe.
Daneben gaben Clarke und Porter u. a. eine zweibändige Ausgabe der Lyrik Robert Brownings und eine sechsbändige Ausgabe der Werke Elizabeth Barrett Browning heraus. Clarkes Dramatisierung von Robert Brownings Pippa Passes wurde 1899 in Boston aufgeführt. 1903 verkauften Clarke und Porter den Poet Lore, arbeiteten aber noch mehrere Jahre weiter für das Magazin. 1912 gaben sie eine zwölfbändige Shakespeareausgabe heraus.
Bereits 1892 hatte Clarke ein Liederbuch mit dem Titel Apparitions veröffentlicht. Sie verfasste außerdem Bücher über Browning, Nathaniel Hawthorne und Henry Wadsworth Longfellow und komponierte mehrere Kantaten und Operetten für Kinder.

## Werke
als Autorin
- Apparitions (1892)
- Browning’s Italy (1907)
- Browning’s England (1908)
- A Child’s Guide to Mythology (1908)
- Longfellow’s Country (1909)
- Hawthorne’s Country (1910)
- The Poets’ New England (1911)
- Browning and His Century (1912)
- Shakespeare study programs : the comedies (mit Ch. Porter)

als Herausgeberin (mit Ch. Porter)
- The ring and the book (von Robert Browning), 1897
- Clever Tales, 1897
- The complete works of Robert Browning, 1898
- Red cotton night-cap country: The inn album; The two poets of Croisic (von Robert Browning), 1898
- Dramatic lyrics : Dramatic romances; Christmas-eve and Easter-day (von Robert Browning), 1898
- Pauline : Paracelsus; Pippa passes; King Victor and King Charles (von Robert Browning), 1898
- Men and women : In a balcony; Dramatis personæ (von Robert Browning), 1898
- The complete works of Robert Browning, 1901